# Paul Burgess (idrottsman)
Paul Burgess, född den 14 augusti 1979, är en australisk friidrottare som tävlar i stavhopp. Han tillhör den lilla skara stavhoppare som hoppat över sex meter.
Trots att Burgess hoppat 6 meter vilket han gjorde vid en tävling i Perth 2005 har han inte lyckats särskilt väl vid något internationellt mästerskap.
Han har deltagit vid tre olympiska spel och vid både Olympiska sommarspelen 2000 och 2008 blev han utslagen i kvalet. Vid Olympiska sommarspelen 2004 slutade han elva efter att ha klarat 5,55.
Vid inomhus-VM 2004 och vid VM 2007 blev han båda gångerna utslagen i försöken. 
Emellertid har han blivit silvermedaljör vid Samväldesspelen 2002 och han vann IAAF World Athletics Final 2006 i Stuttgart.

## Personligt rekord
- Stavhopp - 6,00 meter